# Ford Eifel
Ford Eifel foi um carro produzido pela Ford Germany e Ford Hungary entre 1935 e 1939.